# Doro
Dorothee „Doro” Pesch (ur. 3 czerwca 1964 w Düsseldorfie) – niemiecka wokalistka i autorka tekstów. Pesch działalność artystyczną rozpoczęła w 1980 roku w heavymetalowym zespole Snakebite. Dwa lata później za namową muzyków nowo powstałej formacji Warlock, Pesch odeszła ze Snakebite. W 1988 roku wokalistka pozostała jedyną członkinią z oryginalnego składu. W związku z problemami prawnymi planowany jako piąty album Warlock - Force Majeure ukazał się jako solowy debiut Doro.
Pesch współpracowała ponadto z takimi grupami muzycznymi i wykonawcami jak: Tarja Turunen, Motörhead, BLAZE, Mägo de Oz, Grave Digger, Destruction czy Amon Amarth. W 2009 roku wokalistka została sklasyfikowana na 34. miejscu listy 50 najlepszych heavymetalowych frontmanów wszech czasów według Roadrunner Records.

## Dyskografia
Albumy
| Force Majeure                           | - Data: 13 maja 1989 - Wydawca: Polygram              | –  | 12  | –  | 154 | –  | –   | –  | –   |
| Doro                                    | - Data: 25 września 1990 - Wydawca: Polygram          | –  | 22  | –  | –   | –  | –   | –  | –   |
| True At Heart                           | - Data: 4 sierpnia 1991 - Wydawca: Polygram           | –  | 26  | –  | –   | –  | –   | –  | –   |
| Angels Never Die                        | - Data: 1993 - Wydawca: Polygram                      | 21 | 31  | –  | –   | –  | –   | –  | –   |
| Machine II Machine                      | - Data: 1995 - Wydawca: Polygram                      | 33 | 38  | –  | –   | –  | –   | –  | –   |
| Love Me In Black                        | - Data: 25 maja 1998 - Wydawca: Warner Bros.          | 38 | –   | –  | –   | –  | –   | –  | –   |
| Calling the Wild                        | - Data: 12 września 2000 - Wydawca: SPV GmbH          | 16 | –   | –  | –   | –  | –   | –  | –   |
| Fight                                   | - Data: 19 sierpnia 2002 - Wydawca: SPV GmbH          | 18 | 100 | –  | –   | 38 | –   | –  | –   |
| Warrior Soul                            | - Data: 28 marca 2006 - Wydawca: AFM Records          | 27 | –   | –  | –   | –  | –   | –  | –   |
| Fear No Evil                            | - Data: 23 stycznia 2009 - Wydawca: AFM Records       | 11 | 56  | 51 | –   | –  | –   | –  | –   |
| Raise Your Fist                         | - Data: 22 października 2012 - Wydawca: Nuclear Blast | 16 | 52  | 50 | –   | –  | 177 | 29 | 116 |
| „–” oznacza, że album nie był notowany. |                                                       |    |     |    |     |    |     |    |     |

Single
| A Whiter Shade of Pale                   | 1989 | –  | Force Majeure      |
| Hard Times                               | 1989 | –  | Force Majeure      |
| Unholy Love                              | 1990 | –  | Doro               |
| Cool Love                                | 1991 | –  | True At Heart      |
| I'll make it on my own                   | 1992 | –  | True At Heart      |
| Alles Ist Gut                            | 1993 | –  | Angels Never Die   |
| Enough for you                           | 1993 | –  | Angels Never Die   |
| Last Day Of My Life                      | 1993 | –  | Angels Never Die   |
| Bad Blood                                | 1993 | 89 | Angels Never Die   |
| Ceremony                                 | 1995 | –  | Machine II Machine |
| In Freiheit Stirbt Mein Herz             | 1995 | –  | Machine II Machine |
| Burn It Up                               | 2000 | –  | Calling the Wild   |
| Ich Will Alles                           | 2000 | –  | Calling the Wild   |
| White Wedding                            | 2001 | –  | Calling the Wild   |
| Fight                                    | 2002 | –  | Fight              |
| Für Immer                                | 2003 | –  | Für Immer          |
| Let Love Rain On Me                      | 2004 | –  | –                  |
| We're Like Thunder                       | 2005 | –  | –                  |
| In Liebe Und Freundschaft                | 2005 | –  | Warrior Soul       |
| „–” oznacza, że singel nie był notowany. |      |    |                    |

Minialbumy
| Hard Times                              | - Data: 1989 - Wydawca: Vertigo Records             | – | –  |
| Machine II Machine: Electric Club Mixes | - Data: 1995 - Wydawca: Polygram                    | – | –  |
| Love Me In Black                        | - Data: 1998 - Wydawca: Warner Bros.                | – | –  |
| Samples From Calling the Wild           | - Data: 2000 - Wydawca: Koch Records                | – | –  |
| Let Love Rain on Me                     | - Data: 9 sierpnia 2004 - Wydawca: AFM Records      | 7 | 65 |
| In Liebe Und Freundschaft               | - Data: 11 listopada 2005 - Wydawca: AFM Records    | – | 92 |
| All We Are - The Fight                  | - Data: 25 maja 2007 - Wydawca: AFM Records         | – | –  |
| Anthems for the Champion - The Queen    | - Data: 30 listopada 2007 - Wydawca: AFM Records    | – | 89 |
| Celebrate (The Night of the Warlock)    | - Data: 31 października 2008 - Wydawca: AFM Records | 3 | 75 |
| Herzblut                                | - Data: 23 stycznia 2009 - Wydawca: AFM Records     | – | 71 |
| Raise Your Fist in the Air              | - Data: 3 sierpnia 2012 - Wydawca: Nuclear Blast    | – | 78 |
| „–” oznacza, że album nie był notowany. |                                                     |   |    |

Kompilacje
| Rare Diamonds                                     | - Data: 1991 - Wydawca: Polygram                       | –  | 33 |
| A Whiter Shade of Pale                            | - Data: 15 sierpnia 1995 - Wydawca: Spectrum Blue Chip | –  | –  |
| Best Of                                           | - Data: 1998 - Wydawca: Polygram                       | –  | –  |
| The Ballads                                       | - Data: 1998 - Wydawca: Vertigo Records                | 85 | –  |
| Doro                                              | - Data: 2000 - Wydawca: Mercury Records                | –  | –  |
| Classic Diamonds                                  | - Data: 20 września 2004 - Wydawca: AFM Records        | 33 | –  |
| Metal Queen - B-Sides & Rarities                  | - Data: 2007 - Wydawca: No Remorse                     | –  | –  |
| The Doro / Warlock Collection                     | - Data: 16 marca 2010 - Wydawca: Universal Music       | –  | –  |
| Under My Skin (A Fine Selection of Doro Classics) | - Data: 6 lipca 2012 - Wydawca: AFM Records            | 53 | 89 |
| „–” oznacza, że album nie był notowany.           |                                                        |    |    |

Albumy koncertowe
| Tytuł     | Dane dot. albumu                             | Pozycja na liście |
| Tytuł     | Dane dot. albumu                             | GER               |
| --------- | -------------------------------------------- | ----------------- |
| Doro Live | - Data: 1 listopada 1993 - Wydawca: Polygram | 71                |

## Wideografia
| Rare Diamonds - The Videos                    | - Data: 1991 - Wydawca: Polygram                    | –  | – |                    |
| Doro Live '93                                 | - Data: 5 listopada 1993 - Wydawca: Vertigo Records | –  | – |                    |
| Doro Pesch and Warlock: Live                  | - Data: 24 września 2002 - Wydawca: Ventura         | –  | – |                    |
| Für Immer                                     | - Data: 1 grudnia 2003 - Wydawca: SPV GmbH          | –  | – | - GER: złota płyta |
| Classic Diamonds: The DVD                     | - Data: 23 grudnia 2004 - Wydawca: AFM Records      | –  | – |                    |
| 20 Years A Warrior Soul                       | - Data: 17 listopada 2006 - Wydawca: AFM Records    | –  | – |                    |
| 25 Years in Rock... and Still Going Strong    | - Data: 26 listopada 2010 - Wydawca: Nuclear Blast  | 61 | – |                    |
| Strong and Proud - 30 Years of Rock and Metal | - Data: 24 czerwca 2016 - Wydawca: Nuclear Blast    | –  | 7 |                    |
| „–” oznacza, że album nie był notowany.       |                                                     |    |   |                    |

## Teledyski
| Tytuł                        | Rok  | Reżyseria              | Album                      | Źródło |
| ---------------------------- | ---- | ---------------------- | -------------------------- | ------ |
| „Hard Times”                 | 1989 | Jeff Stein             | Force Majeure              | [ 24 ] |
| „Unholy Love”                | 1990 | Jeff Stein             | Doro                       | [ 24 ] |
| „Bad Blood”                  | 1993 | –                      | Angels Never Die           | [ 24 ] |
| „Ceremony”                   | 1995 | –                      | Machine II Machine         | [ 24 ] |
| „Love Me In Black”           | 1998 | –                      | Love Me In Black           | [ 24 ] |
| „White Wedding”              | 2001 | –                      | White Wedding              | [ 24 ] |
| „Always Live To Win”         | 2002 | Patrick von Schuckmann | Fight                      | [ 24 ] |
| „Fight”                      | 2002 | Patrick von Schuckmann | Fight                      | [ 24 ] |
| „Chained”                    | 2002 | –                      | Fight                      | [ 24 ] |
| „Let Love Rain On Me”        | 2004 | Patrick von Schuckmann | Classic Diamonds           | [ 24 ] |
| „Warrior Soul”               | 2006 | Luke Gasser            | Warrior Soul               | [ 24 ] |
| „Herzblut”                   | 2009 | Patrick von Schuckmann | Fear No Evil               | [ 25 ] |
| „Raise Your Fist In The Air” | 2012 | –                      | Raise Your Fist In The Air | [ 26 ] |
| „Love’s Gone To Hell”        | 2016 | –                      | Love’s Gone To Hel         | [ 27 ] |

## Filmografia
| Tytuł                                                         | Rok  | Uwagi                                                     | Źródło |
| ------------------------------------------------------------- | ---- | --------------------------------------------------------- | ------ |
| „Lemmy”                                                       | 2002 | film dokumentalny, reżyseria: Peter Sempel                | [ 28 ] |
| „Sex 'n' Pop”                                                 | 2004 | serial dokumentalny, odc. 1, reżyseria: Christian Bettges | [ 29 ] |
| „Metal: A Headbanger’s Journey”                               | 2005 | film dokumentalny, reżyseria: Sam Dunn, Scot McFayden     | [ 30 ] |
| „Iron Maiden: Flight 666”                                     | 2009 | film dokumentalny, reżyseria: Sam Dunn, Scot McFadyen     | [ 31 ] |
| „Soaring Highs and Brutal Lows: The Voices of Women in Metal” | 2015 | film dokumentalny, reżyseria: Mark Harwood                | [ 32 ] |

## Nagrody i wyróżnienia
| Rok  | Kategoria    | Tytułem | Nagroda                         | Nota | Źródło |
| ---- | ------------ | ------- | ------------------------------- | ---- | ------ |
| 2013 | Legend Award | Doro    | Metal Hammer Golden Gods Awards | Laur | [ 33 ] |